# Тухля (станція)
Ту́хля — проміжна залізнична станція Львівської дирекції Львівської залізниці на лінії Стрий — Батьово між станціями Гребенів (8 км) та Славське (10 км). Розташована у селі Тухля Стрийського району Львівської області.

## Історія
Станцію відкрито 5 квітня 1887 року у складі залізниці Сколе — Лавочне, як частину залізниці Стрий — Мукачево. 
1961 року станцію електрифіковано постійним струмом (=3 кВ).

## Річний розподіл приміських поїздів
| Сполучення       | 2015/2016 | 2016/2017 | 2017/2018 | 2018/2019 | 2019/2020 | 2020/2021 | 2021/2022 |
| ---------------- | --------- | --------- | --------- | --------- | --------- | --------- | --------- |
| Лавочне — Львів  | 1         | 1         | 1         | 2         | 2         | 1         | 1         |
| Стрий — Мукачево | 0         | 0         | 0         | 1         | 1         | 0         | 0         |
| Чоп — Львів      | 1         | 1         | 1         | 1         | 1         | 0         | 1         |
| Львів — Мукачево | 2         | 2         | 2         | 2         | 2         | 2         | 2         |
| Мукачево — Львів | 1         | 1         | 1         | 1         | 1         | 1         | 1         |
| Стрий — Лавочне  | 1         | 1         | 1         | 1         | 1         | 0         | 0         |
| Лавочне — Стрий  | 1         | 1         | 1         | 1         | 1         | 0         | 0         |
| Львів — Чоп      | 1         | 1         | 1         | 1         | 1         | 0         | 1         |
| Мукачево — Стрий | 1         | 1         | 1         | 2         | 2         | 1         | 1         |
| Львів — Лавочне  | 1         | 1         | 1         | 2         | 2         | 1         | 1         |